# محوطه مرجوکند
محوطه مرجوکند مربوط به سده‌های اولیه دوران‌های تاریخی پس از اسلام است و در شهرستان سیاهکل، بخش دیلمان، دهستان دیلمان، روستای آسیابر واقع شده و این اثر در تاریخ ۷ اسفند ۱۳۸۶ با شمارهٔ ثبت ۲۱۵۲۶ به‌عنوان یکی از آثار ملی ایران به ثبت رسیده‌است.